# Guitalens-L'Albarède
Guitalens-L'Albarède es una población y comuna francesa, situada en la región de Occitania, departamento de Tarn, en el distrito de Castres y cantón de Llanura del Agoüt. 

## Historia
Fue creada el 30 de septiembre de 2007, en aplicación de una resolución del prefecto de Tarn de 5 de abril de 2015 con la unión de las comunas de Guitalens y Lalbarède, pasando a estar el ayuntamiento en la antigua comuna de Guitalens.

## Demografía
| Gráfica de evolución demográfica de Guitalens-L'Albarède entre 1800 y 2013 |
|                                                                            |

Los datos entre 1800 y 2013 son el resultado de sumar los parciales de las dos comunas que forman la nueva comuna de Guitalens-L'Albarède, cuyos datos se han cogido de 1800 a 2006, para las comunas de Guitalens y Lalbarède de la página francesa EHESS/Cassini. Los demás datos se han cogido de la página del INSEE.

## Composición
| Comuna delegada | Código INSEE | Población (2006) | Superficie (km²) | Densidad (hab./km²) |
| --------------- | ------------ | ---------------- | ---------------- | ------------------- |
| Guitalens       | 81107        | 371              | 6.65             | 65                  |
| Lalbarède       | 81132        | 312              | 3.71             | 84                  |